# Solenopsis pilosa
Solenopsis pilosa är en myrart som först beskrevs av Bernard 1978.  Solenopsis pilosa ingår i släktet eldmyror, och familjen myror. Inga underarter finns listade i Catalogue of Life.